# Детска песен
Детската песен представлява песенна форма, композирана специално за възприемане и/или изпълнение от деца.
Съчетава духовни, емоционални, естетически, и игрови елементи, предназначени да радват, обогатяват възприятията и представите на децата, да формират у тях естетическо, нравствено и волево отношение към действителността, да развиват техните интелектуални способности.
Когато се възприемат, изпълняват и създават от самите деца, детските песнички обогатяват музикалните им впечатления, ускоряват процеса на натрупване на музикален, речеви и социален опит, развиват и обогатяват тяхната музикална култура. Чрез песничките се изострят естетическите преживявания на децата, формират се елементите на музикалния вкус, на оценъчно и избирателно отношение спрямо музиката. От гледна точка на детската психология, те играят съществена роля за правилното развитие на децата.
Системата на музикалното възпитание в детската градина и училището успешно разгръща активно-действените форми на общуването на децата с музиката, като също така съдейства за изграждане на траен интерес и потребност от общуване с нея.

## Влияние върху развитието

### Психо-емоционално
Пълноценната комуникация на децата с музиката допринася за успешното развитие на тяхната сетивност и повишаване на сензорната им култура, развива тяхното активно-слухово внимание, музикалната памет и не на последно място обогатява детския речник. В процеса на възприемане на музикалните произведения децата започват да правят сравнения, да обобщават, да анализират и да правят изводи. В Детската психология се счита, че тези процеси активно стимулират умственото развитие на децата и имат съществено значение в процеса на тяхната подготовка за училище.

### Физическо
Музикалното възпитание на децата в предучилищна възраст има немалко значение и за тяхното правилно физическо развитие. В различните музикални игри и танци се развиват и усъвършенстват основните движения, като се изпълняват в определена последователност и ритъм, а от друга страна пеенето представлява своеобразна дихателна гимнастика.

### Морално
Детските песнички също така имат значение и за моралното развитие на децата. Музикалните произведения въздействат не по пътя на императивите, а чрез художествени образи, които създават у детето, определени позитивни или негативни отношения спрямо тях, техните постъпки и мотивите, които пораждат тези постъпки. Така децата по естествен и достъпен начин успяват да усвоят редица морални добродетели.